# Petr Jurčík
Petr Jurčík (* 21. května 1987), v letech 2014–2016 působil jako místopředseda Mladých křesťanských demokratů. V letech 2009–2014 zastával funkci předsedy.
Pochází z Hodonína. Je absolventem Dopravní fakulty Jana Pernera Univerzity Pardubice. Mluví anglicky, německy a rusky, domluví se ukrajinsky a rumunsky.
V letech 2008–2009 pracoval v kabinetu ministrů pro místní rozvoj Jiřího Čunka a Cyrila Svobody.
Od roku 2009 do roku 2014 působil ve společnosti Ukraine Investment, s. r. o. se sídlem v Bratislavě zaměřující se na zprostředkování investic českým a slovenským firmám na východoevropských trzích a nákupy nemovitostí. Od roku 2015 pracuje jako ředitel zahraniční kanceláře agentury CzechTrade v kazachstánském Almaty.